# Estación Belgrano (Tranvía del Este)
Belgrano fue una estación tranviaria del Tranvía del Este de la red ferroviaria argentina, en el ramal que une las estaciones de Córdoba e Independencia

## Inauguración
Se inauguró el 14 de julio de 2007, junto a las otras estaciones, por el secretario de Transporte de la Nación, Juan Pablo Schiavi, junto con Néstor Kirchner y Cristina Fernández de Kirchner, entre otros miembros del gabinete.

## Ubicación
Se ubica en la intersección de la Avenida Alicia Moreau de Justo y Azucena Villaflor.

## Galería de Imágenes

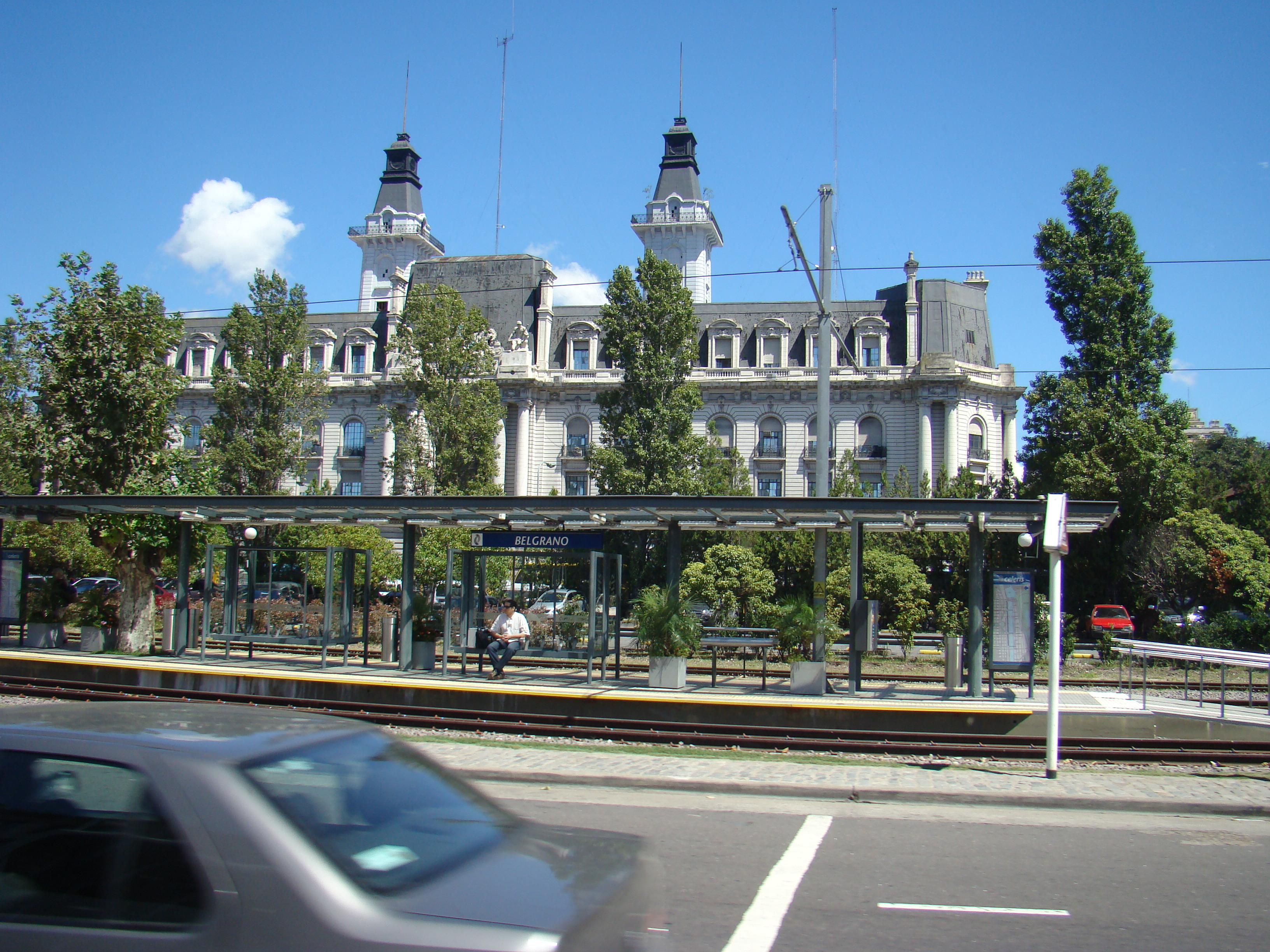
Vista de la Estación, y de fondo la Aduana
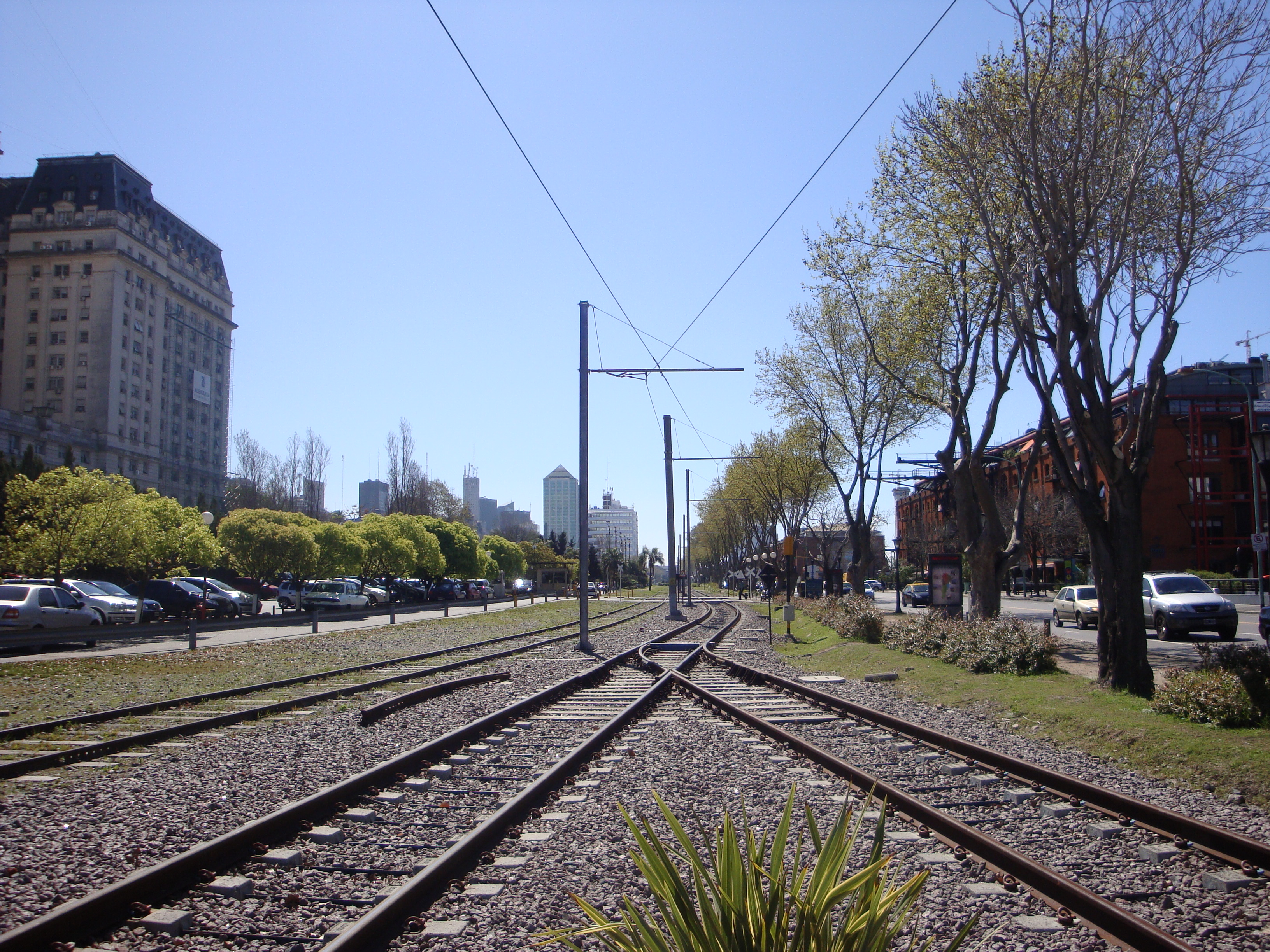
Bifurcación de Vías en la Estación